# Union Glashütte
UNION Glashütte — марка немецких часов

## История
Иоганнес Дюррштейн был оптовым продавцом часов и за годы своей работы понял, что лишь немногие покупатели могут позволить себе чрезвычайно дорогие часы, изготавливаемые в Гласхютте. Поэтому в 1893 году он решает основать фабрику «Glashütter Uhrenfabrik UNION» для производства часов с приемлемой ценой. Главным для него было качество механизма и точность хода, и пренебрежение любыми излишеставми, которые вели к удорожанию часов.
Тем не менее, несмотря на основные принципы, чтобы доказать возможности своего предприятия, периодически он создавал шедевры часового искусства, самым заметным из которых стали карманные часы, изготовленные в 1901 году — Universaluhr.